# Glenea ihai
Glenea ihai é uma espécie de escaravelho da família Cerambycidae.